# Zilahy Tamás
Zilahy Tamás (Budapest, 1953. november 3. –) magyar film- és tv-rendező, egyetemi tanár.

## Életpályája
Szülei: Zilahy László és Zádor Éva. 1978-1982 között a Szombathelyi Tanárképző Főiskola hallgatója volt. 1982-1986 között a Színház- és Filmművészeti Főiskola hallgatója volt. 1986 óta a Magyar Televízióban, a Duna Televízióban, a TV 2-n és az RTL Klubon tv-műsorokat, dramatikus műveket, dokumentumfilmeket, színházi közvetítéseket, táncfilmeket, show-műsorokat, magazinokat, gyermekműsorokat, élő adásokat és napi műsorokat rendez. 2002 óta a Színház- és Filmművészeti Egyetem tanára.

## Magánélete
1990-ben házasságot kötött Szokolai Brigittával. Két gyermekük született: Máté László (1995) és Emma Laura (2000).

## Filmjei
- Ajándék ez a nap (1979)
- Optimisták (1981)
- Tiszta Amerika (1987)
- A Vipera (1989)
- Miért? (1990)
- Mandulák (1991)
- Zsötem (1992)
- Egy diáktüzér naplója (1992)
- Édes álom (1992)
- Ady-dalok (1993)
- Kávéház (1993)
- 1000x Júlia (1995)
- Hernádvécse (1997)
- Emberi kaland (1998)
- A múzsa csókja - Simon Jolán (1998)
- Istennél a kegyelem (1999)
- 7-es csatorna (1999)
- Karácsonyi vers (2001)
- Bár (2001)
- Kaffka Margit (2002)
- Szentek és bolondok (2002)
- A múzsa csókja (2002)
- Folytassa, Claudia! (2003)
- Mindentudás Egyeteme (2003)
- Jóban Rosszban (2004-)
- Egy rém rendes család Budapesten (2007)
- Haza! Haza? (2008)
- Napfogyatkozás (2008)
- Bubus (2010)
- Mága Show (2011)
- A hattyú (2022)

## Díjai
- A villanovai Európa-fesztivál különdíja (1997)
- a magyar táncfesztivál különdíja (1998)